# IC 2209
IC 2209 ist eine Balken-Spiralgalaxie mit hoher Sternentstehungsrate vom Hubble-Typ SBb im Sternbild Giraffe nördlich der Ekliptik. Sie ist schätzungsweise 65 Millionen Lichtjahre von der Milchstraße entfernt und hat einen Durchmesser von etwa 20.000 Lichtjahren. Wahrscheinlich bildet sie gemeinsam mit NGC 2460 ein gebundenes Galaxienpaar. 

Gemeinsam mit NGC 2460, PGC 22508, PGC 22524 und PGC 22561 bildet sie die kleine NGC 2460-Gruppe.
Das Objekt wurde am 24. Februar 1894 von Guillaume Bigourdan entdeckt.